# Trichaphodius leoninus
Trichaphodius leoninus är en skalbaggsart som beskrevs av Schmidt 1911. Trichaphodius leoninus ingår i släktet Trichaphodius och familjen Aphodiidae. Inga underarter finns listade i Catalogue of Life.